# Ghiacciaio Ralitsa
Il ghiacciaio Ralitsa è un ghiacciaio lungo 5,5 km e largo 3,5, situato sull'isola Brabant, una delle isole dell'arcipelago Palmer, al largo della costa nord-occidentale della Terra di Graham, in Antartide. In particolare, il ghiacciaio, che si trova a nord del ghiacciaio Palilula e a sud del ghiacciaio Oshane, fluisce verso nord-ovest a partire dal versante nord-occidentale del monte Rokitansky, nei monti Stribog, fino a entrare nella baia di Guyou.

## Storia
Il ghiacciaio Ralitsa è stato così battezzato dalla Commissione bulgara per i toponimi antartici in onore dei villaggi di Ralitsa, nella Bulgaria nord-orientale e meridionale.